# Partizanskaïa (fleuve)

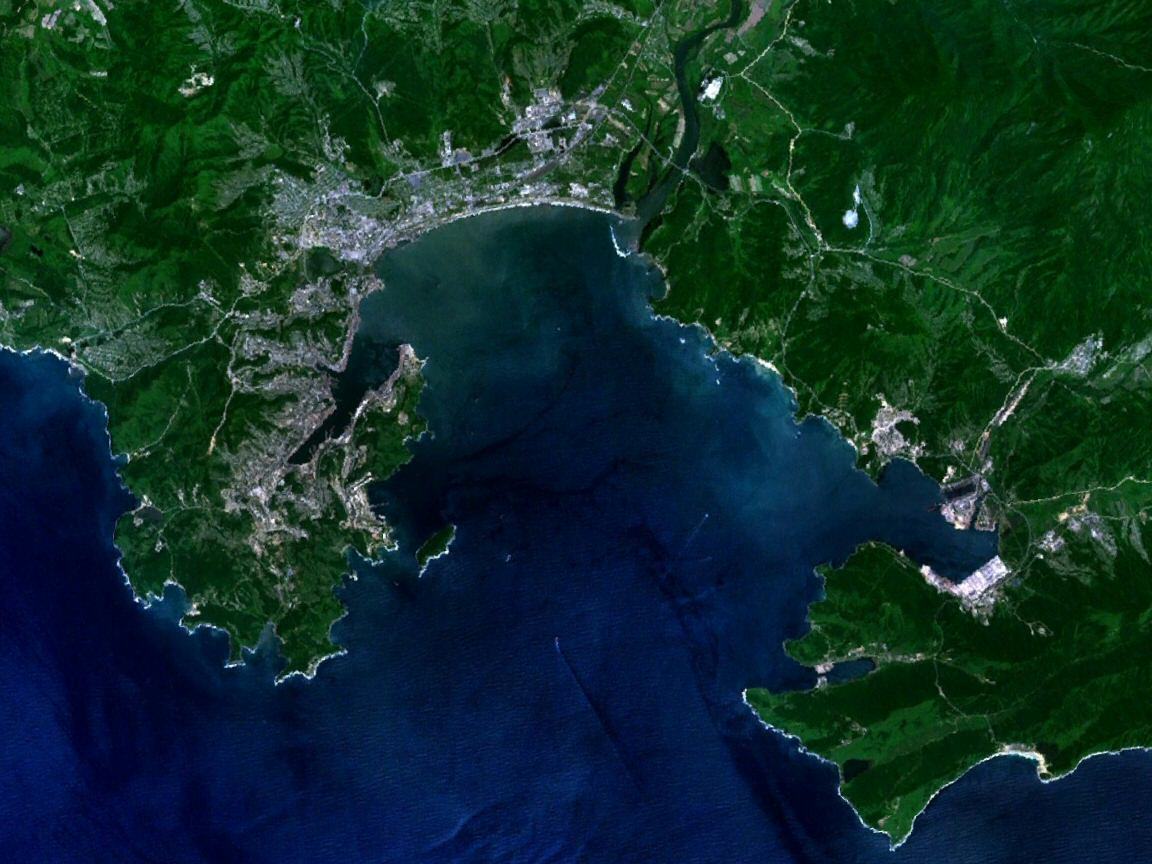
Baie de Nakhodka, presqu'île de Troudny. Au nord, l'embouchure de la Partzanskaïa

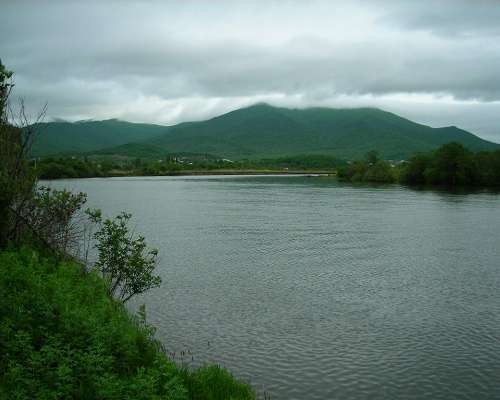
Partizanskaïa

La Partizanskaïa (en russe : Партиза́нская), appelée Soutchan (chinois : 蘇昌河) jusqu'en 1972, est un petit fleuve de Russie situé au sud du kraï du Primorié. Elle prend naissance sur le versant sud de Sikhote-Aline, et se jette dans la baie de Nakhodka. La longueur du fleuve est de 142 km, la superficie de son bassin est de 4 140 km2.

## Situation géographique
Le cours du fleuve Partizanskaïa se situe dans le sud du Primorié. Il descend de la montagne Prjevalski qui est un éperon de la crête de la Sikhote-Aline. La vallée du fleuve est délimitée à l'est par la chaîne Partizanski, au sud-ouest par celle de Livadiski, au nord et au nord-ouest par les monts Prjevalski. Le fleuve se jette dans la baie de Nakhodka en mer du Japon. Les monts Sestra et Brat , d'une hauteur de 318 m et de 142 m, se trouvent sur la côte et indiquent l'embouchure du fleuve.

## Caractéristiques
Le cours supérieur de la rivière est faiblement sinueux. Le fond du fleuve est de pierre. Les rives sont escarpées, d'une hauteur de 1-5 m, couvertes de bois et de buissons. Le cours moyen est sinueux et le fleuve s'y divise en plusieurs bras et canaux. Les fosses et les lits alternent tous les 100-200 m. La largeur du cours d'eau est le plus souvent de 50-60 m, mais peut aller jusqu'à 350 m. La profondeur varie de 0,6-0,7 m à 1,0-1,5 m, la vitesse d'écoulement de l'eau varie entre 0,8-1,0 m et 0,5-0,6 m par seconde.
Le fleuve Partizanskaïa et ses affluents ont un caractère montagneux: une débit rapide, un fond formé de cailloux et de galets, une faible profondeur. En dessous du village de Vladimir-Alexandrovski commence une partie du fleuve où la profondeur augmente (jusqu'à 3 m et plus), le fond devient surtout limoneux et sablonneux, le courant est faible, la largeur du fleuve atteint 60-80 m. Lors de la marée, ou en cas de tempête en mer, l'eau devient saumâtre et le courant s'inverse et pénètre dans les terres à contresens.
L'affluent droit de Partizanskaïa, la rivière Tigrovaïa, a depuis la gorge de la Chtchioka jusqu'au confluent des caractéristiques similaires. La vallée de la Tigrovaïa est creusée de canaux, traversée de ruisseaux et atteint une largeur de 3-4 km. Les fonds sont peu profonds, couverts de limon, et le courant est faible. L'eau de la rivière est transparente du fait du grand nombre de particules d'argile en suspension, le courant est faible à moyen. L'eau de la Tigrovaïa est beaucoup plus chaude en été que celle du fleuve Partizanskaïa. Le confluent de la Tigrovaïa avec le fleuve se situe à une altitude de 90 m.
Le géographe Nikolaï Prjevalski, a visité la région à la fin des années 1860 et observe:
« De toutes les vallées côtières  du kraï de l'Oussouri la plus remarquable par sa fertilité et sa beauté est sans conteste la vallée du fleuve Soutchan. Comme un mur géant, la  Sestra avec sa hauteur de 150 m indique dans la baie de Nakhodka l'endroit ou le Soutchan se jette dans la mer et où commence sa vallée. Celle-ci est plane et s'étend sur 2 verstes au début, puis s'élargit au fur et à mesure que le fleuve se rapproche de la mer où elle atteint 4-5 verstes de largeur. »

## Hydrologie
Le débit moyen des eaux du fleuve Partizanskaïa est de 36,9 m3 par seconde. L'alimentation en eau est le fait des pluies. Le volume des afflux d'eaux souterraines intervient peu.
Le gel et la glace débutent à la fin novembre, début décembre. Dès la fin novembre apparaissent des agrégats de glaces. D'habitude, vers la mi-décembre, le fleuve est complètement gelé. La glace ne disparaît qu'en mars. Il n'y a pas de dérive des glaces sur le fleuve Partizanskaîa. Depuis le début du mois de mars apparaissent des fissures et des crevasses au milieu du chenal. À la fin mars, la glace fond entièrement. Dans la partie du fleuve en montagne, elle subsiste jusqu'en mai.
Les étés sont pluvieux mais l'hiver la pluie ne représente que 10 % environ des précipitations annuelles. Les cours d'eau sont alors alimentés par les sources souterraines. Le courant d'eau est plus faible. En montagne, les cols sont gelés. Quand le lit du fleuve gèle en profondeur, l'eau souterraine exerce une pression et parvient en surface à travers les fissures où elle gèle immédiatement sur la couche de glace déjà existante.
Il n'y a pas de grandes crues en hiver sur la Partizanskaïa du fait de la faible quantité de neige qui tombe et du gel. Mais parfois, après un hiver exceptionnellement neigeux, le niveau de l'eau peut monter, mais très faiblement. 
L'été et dans la première partie de l'automne se produisent de nombreuses inondations le long de la Partizanskaïa. Leur cause est l'abondance des pluies de la mousson et des cyclones tropicaux (typhon). En règle générale, durant les mois d'été se produisent plus de la moitié des précipitations d'une année. Si l'on prend en compte les quatre mois de juin, juillet, août, septembre les pluies peuvent représenter 75 % des pluies d'une année. Mais certaines années la moitié des pluies ne tombe pas en été mais en une fois, sans arrêt, durant plusieurs jours en suivant. Lorsque les précipitations sont multipliées par dix, le niveau des eaux augmente de 2-3 m et cela provoque de fortes inondations. Le fleuve recouvre les champs, les zones peuplées, et aussi les ponts, les berges et remblais de protection, les routes qui le longent. Lors de très grandes inondations le niveau de l'eau peut monter jusqu’à 6 m et les inondations durer plusieurs semaines. La plupart des inondations se produisent lors d'activités cycloniques dans l'Océan Pacifique au début de l'automne et à la fin de l'été.
C'est au mois de juin que l'on compte le plus grand nombre de jours nuageux. Les précipitations moyennes sont alors de 770-800 mm/an.

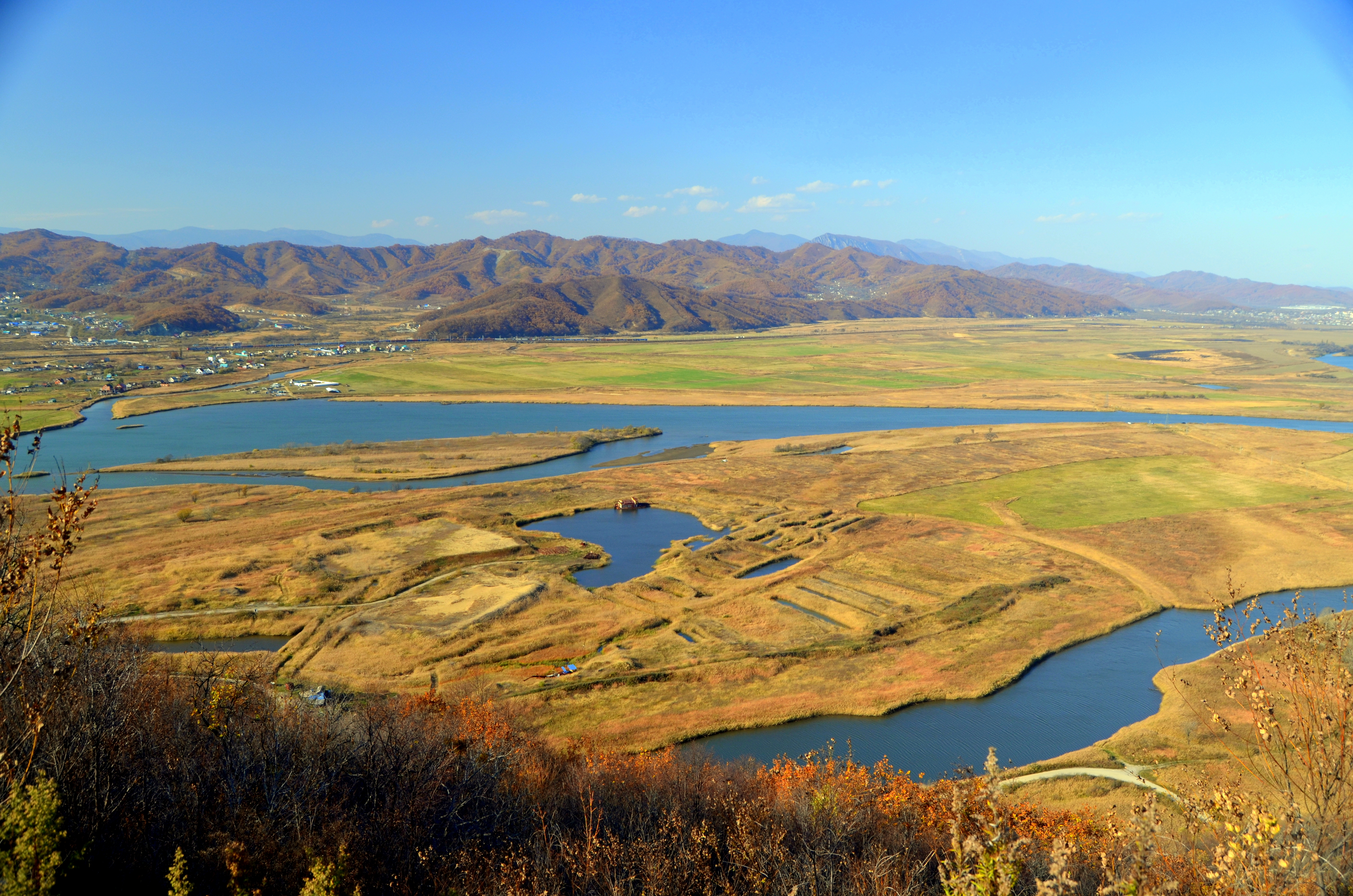
Vue de la vallée fluviale.

L'estuaire du fleuve est réchauffé par les marées de la mer du Japon.

## Dénomination
Jusqu'en 1972, le fleuve s'appelait Soutchan.
Vladimir Arseniev, dans son ouvrage À travers le kraï de l'Oussouri, explique l'origine du mot Soutchan comme suit: « Le sou-tchan est une surface plantée de perillas, à partir de laquelle les Chinois extraient de l'huile d'herbe». Le géographe V. Lechkevitch interprète le terme comme une parcelle semée de soja. Le chercheur bien connu en topographie de l'Extrême-Orient F. V. Soloviov considérait que le nom était d'origine chinoise et signifiait, pour la première syllabe sou pure et pour la seconde tsvétouchi floraison . Selon le typographe le mot Soutchan est apparu seulement à la fin des années 1860. Avant cela, le fleuve portait le nom en langues toungouses de Tarfoun-bira (en russe : Тарфунь-бира).

## Poissons
Dans le fleuve Partizanska se rencontrent différentes espèces de poissons :
- loche franche ;
- Phoxinus sp. ;
- Planiliza haematocheila ;
- Gasterosteidae ;
- éperlan arc-en-ciel, Hypomesus japonicus ;
- Salvelinus leucomaenis, omble, saumon rose à bosse, saumon masou, saumon du Pacifique, brachymystax ;
- Perccottus glenii ;
- poisson à tête de serpent ;
- Silurus asotus ;
- lamproie de l'océan Pacifique ;
- Brachyura sp. ;
- crustacés.

Dans l'embouchure on trouve aussi l'eleginus gracilis, quelques espèces de gobiidae et des crustacés.

## Principaux lieux de peuplement dans la vallée du fleuve Partzanskaïa
Rive droite :
- Ville de Partizansk
- Nakhodka (partie nord de la ville)

Rive gauche :
- Centre du raïon municipal de Partizansk : Vladimiro-Aleksandrovskoïe